# Chartreuse Notre-Dame de Fontenay-lès-Beaune
Ne doit pas être confondu avec Abbaye de Fontenay ou Abbaye Saint-Étienne de Fontenay.
Pour les articles homonymes, voir Fontenay.
Le monastère  de  Notre-Dame de  Fontenay-lès-Beaune, Domus Fontaneti prope Belnam, était un monastère de l'ordre des Chartreux fondé en 1328.

## Historique
La chartreuse de Notre-Dame de Fontenay est fondée sous les murs de Beaune par le duc Eudes IV de Bourgogne en 1328. Selon Cyrot : « Le monastère aurait été construit sur les ruines d'un ancien édifice que les bénédictins de Fontenay avaient cédé un siècle auparavant à Hugues V, prédécesseur du fondateur ». La fondation de la Chartreuse est confirmée par le roi Jean le Bon en 1361.
Le monastère est pillé et incendié en 1355. 
En 1569, les reîtres de Wolfgang de Bavière, duc des Deux-Pont, le saccagent. À partir de 1571, les chartreux résident dans un couvent à moitié en ruine. Reconstruite, l’église est consacrée en 1602 par Pierre Saulnier, évêque d'Autun. De nouveaux dégâts sont occasionnés lors du passage de l'armée autrichienne, commandée par Matthias Gallas, en 1637. 
Le 13 février 1790, l'assemblée constituante prononce l'abolition des vœux monastiques et la suppression des congrégations religieuses. La communauté doit se disperser en juin 1791, et une partie de religieux se rend à la maison de réunion de Seillon. La maison conventuelle et son enclos sont vendus comme bien national. L’église et le cloître sont démolis. Le reste des constructions, le porche de l’église et 250 ouvrées de vignes sur Beaune sont vendus comme bien national pour le prix de 68 572 livres. Il ne subsiste aujourd’hui de l’ancien monastère qu’un portail du XVIIe siècle sur la route de Verdun.

## Prieurs
Le prieur est le supérieur d'une chartreuse, élu par ses comprofès ou désigné par les supérieurs majeurs.
- 1476-1483 : Jean Népotis (†1501), profès de Dijon, prieur de la Lance (1460-1461), vicaire des moniales de Prémol (1464-1466) ; prieur de Saint-Hugon (1466-1470); vicaire de Mélan de 1470 à 1472; prieur de Calais (1473-?); de Beaune (1476-1483); une seconde fois prieur de Calais (1483-1484); prieur de Bonlieu ( ?-1486); de Portes (1186-1488) ; de Vaucluse (1488-? ); de Mézériat, et de nouveau prieur de Bonlieu jusqu'à sa mort. Convisiteur, puis visiteur de la province de Bourgogne[2].
- ~1580 : Jean Jarry
- Gilbert de Launay (†1609), né à Moulins; jurisconsulte et avocat à Paris; profès en Chartreuse, le 30 novembre 1579; hôte à Cahors; prieur de Lyon de 1593 à 1595; vicaire à Cologne; prieur de Beaune et de Montrieux[3]
- Christophe Oultreleau, profès de la chartreuse de Rouen; prieur de la même maison, de Beaune, puis de celle de Lyon de 1643 à 1646[3].
- ~1720 : Benoît Thomé

## Reliquaire
L’inventaire des reliques conservées à la chartreuse de Fontenay-les-Beaune est très varié, une soixantaine d’éléments y figure. Elles sont ordonnées : viennent en premier les reliques des personnes du Nouveau Testament (Christ, Marie et Apôtre), puis les martyrs (Vincent, Bénigne, Blaise, Georges, Cyr, Thomas Becket, Didier, Marguerite, Urbain), les confesseurs Martin, Hugues, Syagre, Haymon, Loup de Chalon, Loup de Troyes, Médard, Bernard, Louis, Dominique) et les vierges (Sabine, Geneviève, Pélagie, Bénédicte, Julitte, Justine, Marguerite, Marie-Madeleine, Constance, Agathe) .

## Patrimoine foncier
Eudes IV en 1328, dans la charte de fondation de sa Chartreuse donne à ses nouveaux chartreux, toute la ville de Challanges (hameau de Beaune).

## Héraldique
|  | Les armes du monastère se blasonnent ainsi : « Bandé d'or et d'azur, à la bordure de gueules » qui sont, selon la tradition cartusienne, celles de son fondateur |